# 自然资源部第二海洋研究所
自然资源部第二海洋研究所，简称海洋二所，是一所隶属于中华人民共和国自然资源部的综合型海洋研究机构。创办于1966年，位于浙江省杭州市西湖区保俶北路36号。

## 历史沿革
1965年12月国家海洋局第二海洋研究所成立。1973年12月，海洋二所由宁波市迁至杭州市。1978年成立海洋遥感技术应用研究室:71。1980年，浙江省海洋学会挂靠海洋二所成立。1992 年，国家海洋局海洋工程勘测设计研究院成立:239。1997 年，国家海洋局海底科学重点实验室成立:239。1999年，国家海洋局海洋动力过程与卫星海洋学重点实验室成立:240。2003年设立博土后科研工作站:240。2005年，国家海洋局海洋生态系统与生物地球化学重点实验室成立:240。2018年11月，更名为自然资源部第二海洋研究所。

## 科研成果

### 合作交流
2018年8月，和上海交通大学开始合作共建海洋学院和极地深海技术研究院。2018年10月发布了和浙江大学联合研发的"海洋遥感在线分析平台 SatCO2" 

## 机构设置

### 管理机构
办公室、党委办公室、人事处、科技处、开发处、财务处、条件保障处、船舶调查处、纪检监察办公室、后勤服务中心。

### 重点实验室
国家重点实验室有卫星海洋环境动力学国家重点实验室。
自然资源部重点实验室有卫星海洋环境动力学国家重点实验室、国家海洋局海底科学重点实验室、国家海洋局海洋动力过程与卫星海洋学重点实验室、国家海洋局海洋生态系统与生物地球化学重点实验室、国家海洋局第二海洋研究所工程海洋学重点实验室。

## 组织人事

### 历任院长
- 张振国（1966年1月 - 1983年8月）
- 余国辉（1983年8月 - 1994年9月）
- 苏纪兰（1994年9月 - 1999年1月）
- 王康墡（1999年1月 - 2001年11月）
- 张海生（2001年11月 - 2013年12月）
- 李家彪（2013年12月 - 至今）